# Германат протактиния
Германат протактиния — неорганическое соединение,
соль протактиния и германиевой кислоты
с формулой PaGeO4,
кристаллы.

## Получение
- Спекание оксида протактиния(IV) и оксида германия(IV) в вакууме:

{\displaystyle {\mathsf {PaO_{2}+GeO_{2}\ {\xrightarrow {1100-1200^{o}C}}\ PaGeO_{4}}}}

## Физические свойства
Германат протактиния образует кристаллы нескольких модификаций:
- α-PaGeO4, тетрагональная сингония, параметры ячейки a = 0,5106 нм, c = 1,138 нм, Z = 4, структура типа вольфрамата кальция CaWO4;
- β-PaGeO4, тетрагональная сингония, параметры ячейки a = 0,7157 нм, c = 0,6509 нм, Z = 4, структура типа силиката циркония ZrSiO4[1][2].